# Marquês de Vale Flor
Marquês de Vale Flor é um título nobiliárquico criado por D. Carlos I por Decreto de 7 de Novembro de 1907 em favor de José Luís Constantino Dias, 1.º Visconde e Conde de Vale Flor.

## História
José Luís Constantino Dias (1855–1932) foi criado Visconde de Vale Flor em 1890 pelo Rei D. Carlos I. Pelo mesmo monarca foi posteriormente elevado a Conde de Vale Flor e, em 1907, a Marquês de Vale Flor. Foi nomeado Par do Reino pelo Rei D. Manuel II.
O 1.º Marquês foi um abastado proprietário que iniciou a sua fortuna na exploração agrícola em São Tomé. Casou com Maria do Carmo Constantino Dias Ferreira Pinto (1872–1952). Tiveram 2 filhos, Jenny que faleceu jovem em 1912 e José Luís de Vale Flor, sucessor no título, que faleceu solteiro e sem geração em 1942.
Residente em Paris, a Marquesa de Vale Flor foi amiga próxima da Rainha D. Amélia. Já viúva, a Marquesa criou a Fundação Vale Flor, com atividade benemérita em Lisboa. Fundou também o Instituto Vale Flor, destinado a estudos e trabalhos científicos sobre as províncias ultramarinas portuguesas e na melhoria das condições de vida locais, em especial em São Tomé.
A casa da família em Lisboa era o Palácio Vale Flor, classificado como Monumento Nacional. Atualmente encontra-se convertido numa unidade hoteleira de luxo.

## Visconde de Vale Flor (1890)
Título criado por D. Carlos I por Decreto de 3 de Maio de 1890 em favor de José Luís Constantino Dias.

### Titular
1. José Luís Constantino Dias (1855–1932), 1º Visconde de Vale Flor

### Armas
As dos Marqueses de Vale Flor.

## Conde de Vale Flor
Título criado por D. Carlos I em favor de José Luís Constantino Dias, 1º Visconde de Vale Flor.

### Titular
1. José Luís Constantino Dias (1855–1932), 1º Visconde e Conde de Vale Flor

### Armas
As dos Marqueses de Vale Flor.

## Marqueses de Vale Flor (1907)
Título criado por D. Carlos I por Decreto de 7 de Novembro de 1907 em favor de José Luís Constantino Dias, 1.º Visconde e Conde de Vale Flor.

### Titulares
1. José Luís Constantino Dias (1855–1932), 1º Visconde, Conde e Marquês de Vale Flor
2. José Luís de Vale Flor (?–1942), 2º Marquês de Vale Flor

### Armas
Partido: I - de ouro, cornucópia azul contendo flores; II - de vermelho, entre dois castelos de ouro uma banda do mesmo metal.